# اکسیدنتال (کالیفرنیا)
اکسیدنتال (به انگلیسی: Occidental) یک منطقهٔ مسکونی در ایالات متحده آمریکا است که در شهرستان سونوما، کالیفرنیا واقع شده‌است. اکسیدنتال ۱۲٫۸۶۲ کیلومتر مربع مساحت و ۱٬۱۱۵ نفر جمعیت دارد و ۱۸۱٫۰۵ متر بالاتر از سطح دریا واقع شده‌است.